# Heinrich Adolf Schrader
Heinrich Adolf Schrader (ur. 1 stycznia 1767 w Alfeld, zm. 22 października 1836 w Getyndze) – niemiecki lekarz i botanik.

## Życiorys
Heinrich Adolf Schrader urodził się 1 stycznia 1767 roku w Alfeld koło Hildesheim. Po ukończeniu szkoły w Hildesheim, w 1789 roku podjął studia medyczne na Uniwersytet Jerzego Augusta w Getyndze. Tytuł doktora nauk medycznych uzyskał w 1795 roku a w 1797 roku otrzymał tytuł książęcego radcy medycznego.
W 1803 roku został profesorem nadzwyczajnym na wydziale medycyny na Uniwersytecie Jerzego Augusta i jednocześnie kierownikiem ogrodu botanicznego przy uczelni. W 1809 roku został profesorem zwyczajnym. W latach 1799–1803 był wydawcą czasopisma naukowego „Journal für die Botanik”, a w latach 1806–1810 „Neues Journal für die Botanik”, na których wzorowało się powstałe w 1818 roku czasopismo „Flora”.
Zmarł 22 października 1836 roku w Getyndze.

## Działalność naukowa
Schrader zajmował się systematyką roślin i grzybów, w tym porostów, opisywał florę Niemiec (Spicilegium Florae germanicae, Flora germanica) a także sporządzał opisy pojedynczych gatunków (np. Nova genera plantarum, Abermalige Revision der Gattung Usnea, 1799; Commentatio super Veronicis spicatis Linnaei, 1803; Reliquiae Schraderianae, 1838). Badał rośliny zarodnikowe i wydał jedne z pierwszych zbiorów tych roślin przeznaczone do sprzedaży (Systematische Sammlung cryptogamischer Gewächse).

## Publikacje
Lista publikacji podana za Allgemeine Deutsche Biographie (ADB):
- 1794 – Spicilegium Florae germanicae
- 1795–1798 – Sertum Hannoveranum, seu plantae rariores, quae in hortis regiis Hannoverae vicinis coluntur
- 1797 – Nova genera plantarum
- 1799 – Abermalige Revision der Gattung Usnea
- 1803 – Commentatio super Veronicis spicatis Linnaei
- 1806 – Flora germanica
- 1809 – Hortus Gottingensis, sive plantae novae et rariores horti regii botanici Gottingensis
- 1809 – Genera nonnulla plantarum emendata et observationibus illustrata
- 1810 – De Halophytis Pallassii, respectu imprimis ad Salsolam et Suaedam habito commentatio
- 1813–1823 – Monograpbia generis Verbasci
- 1820 – De Asperifoliis Linnaei commentatio
- 1827 – Blumenbachia, novum e Loasearum familia genus, adjectis observationibus super nonnullis aliis rarioribus aut minus cognitis plantis
- 1832 – Analecta ad Floram Capensem
- 1838 – Reliquiae Schraderianae

## Członkostwa, wyróżnienia i odznaczenia
- 1812 – członek korespondencyjny Pruskiej Akademii Nauk[4]
- 1815 – członek korespondencyjny Królewskiej Szwedzkiej Akademii Nauk[3]
- 1820 – wybrany na członka Niemieckiej Akademii Przyrodników Leopoldina (Deutsche Akademie der Naturforscher Leopoldina)[5]

## Upamiętnienie
Od jego nazwiska zostały nazwane następujące rodzaje roślin: Schradera Vahl. z marzanowatych i Scharder Willd. z rodziny wilczomleczowatych.